# Best-Sabel-Hochschule Berlin

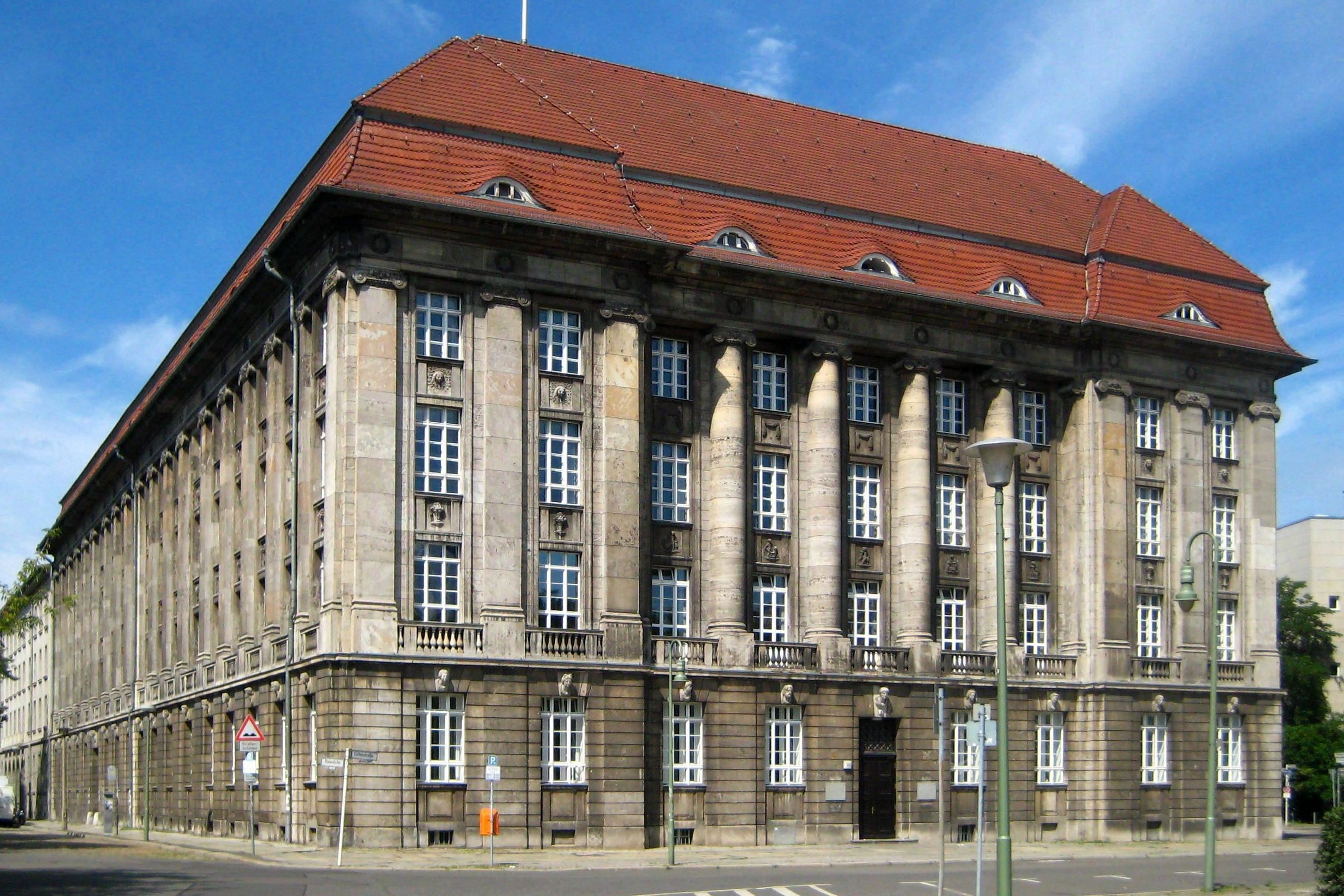
Das Gebäude der Best-Sabel-Schule am Rolandufer in Berlin

Die BEST-Sabel-Hochschule Berlin war eine zwischen 2007 und 2015 bestehende private Fachhochschule in Berlin.

## Geschichte
Sie wurde zum Wintersemester 2007/08 als staatlich anerkannte private Fachhochschule eröffnet. Träger war die seit 1990 in Berlin tätige BEST-Sabel-Bildungszentrum GmbH. Die Hochschule befand sich im Ortsteil Berlin-Mitte, am Rolandufer 13. Ab dem 1. Oktober 2015 wurden die Studiengänge der BEST-Sabel-Hochschule Berlin an der SRH Hochschule Berlin fortgeführt.

## Studiengänge
Die Hochschule bot folgende Studiengänge an:
- Bachelor-Studiengang: Tourismus & Eventmanagement (Vollzeit oder berufsbegleitend)
- Bachelor-Studiengang: Angewandte Betriebswirtschaftslehre (Vollzeit oder berufsbegleitend)
- Bachelor-Studiengang: Business Travel Management & Eventmanagement (Vollzeit oder berufsbegleitend)
- Bachelor-Studiengang: Europäisches Tourismusmanagement (Bachelor-Plus)
- Master-Studiengang: Innovatives Tourismusmanagement [Spa-, Health & Wellness Tourism]